# Hans Simon (Wasserballspieler)
Hans Georg Simon (* 25. Januar 1947 in Lünen; † 20. Januar 2025) war ein deutscher Wasserballspieler.

## Karriere
Der 1,85 Meter große Hans Simon war mit dem SC Rote Erde Hamm 1969, 1971, 1973 und 1975 Deutscher Meister.
Mit der deutschen Nationalmannschaft belegte der Abwehrspieler bei den Olympischen Spielen 1972 in der Vorrunde den zweiten Platz hinter den Ungarn, wobei der direkte Vergleich 3:3 ausging. In der Finalrunde spielte das deutsche Team zweimal Unentschieden und verlor zweimal. Wegen der besseren Tordifferenz wurden die Deutschen Vierte vor den Jugoslawen. Simon war in allen acht Partien dabei und erzielte ein Tor in der Vorrundenpartie gegen Australien.
1973 nahm Simon mit der deutschen Nationalmannschaft an der ersten Weltmeisterschaft teil, bei der die deutsche Mannschaft den elften Platz belegte. Im Jahr darauf belegte die deutsche Mannschaft den achten Platz unter acht Mannschaften bei der Europameisterschaft. Bei der Weltmeisterschaft 1975 erreichte die deutsche Mannschaft die Platzierungsrunde und wurde am Schluss Sechste.
Bei den Olympischen Spielen 1976 war die deutsche Mannschaft nach der Vorrunde wieder Zweite hinter den Ungarn, verlor aber den direkten Vergleich mit 0:4. In der Finalrunde blieb die deutsche Mannschaft sieglos bei einem Unentschieden und belegte den sechsten Rang. Simon war in allen acht Spielen dabei und erzielte sowohl in der Vorrunde als auch in der Hauptrunde jeweils ein Tor.
Der gelernte Industrie-Kaufmann bestritt insgesamt über 120 Länderspiele.